# Harold Brodkey

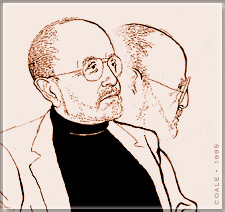
Harold Brodkey in einer Zeichnung von Howard Coale, 1995

Harold Brodkey (geboren am 25. Oktober 1930 als Aaron Roy Weintraub in Staunton, Illinois; gestorben am 26. Januar 1996 in New York City) war ein amerikanischer Schriftsteller, Essayist und Journalist.
Brodkey veröffentlichte in Buchform zu Lebzeiten zwei Romane und zwei Bände mit Erzählungen, ein weiterer Erzählungsband erschien postum. Seine Prosa umkreist in aufwändig ausgeführter, häufig ausufernder sprachlicher Gestaltung die eigenen biografischen Erinnerungen, erkundet dabei die Grenzen der sprachlichen Ausdrucksfähigkeit in Bezug auf Kindheits-Traumata und die Möglichkeiten und Abgründe emotionaler und sexueller Erfahrungen – „Brodkeys Erzählungen sind hyperexakte Studien über das Geschehen zwischen Menschen, den Hof der Worte und Gesten, den Kampf um Anerkennung, das Machtgespinst des sexuellen Dialogs, den unendlichen, stets sich erneuernden Rest absichtsvoller und unabsichtlicher Mißverständnisse“, charakterisierte Dorothea Dieckmann in der Wochenzeitung Die Zeit die letzten Erzählungen Brodkeys.

## Leben
Harold Brodkey entstammte der russisch-jüdischen Immigrantenfamilie Max und Ceil Weintraub (geborene Glazer). Die Angaben zum Geburtsort des Autors sind in der Sekundärliteratur uneinheitlich überliefert: Brodkey selbst bezeichnete 1987 in einem autobiografischen Essay in The New Yorker Staunton als Geburtsort und Alton, ebenfalls in Illinois, als Wohnort in der Kindheit, dem folgt Dinitia Smith 1988 in ihrem umfangreichen Autorenporträt in der Zeitschrift New York. In ihrem Nachruf zum Tod des Autors 1996 in der New York Times gibt dieselbe Autorin dagegen Alton als Geburtsort an. Philip Bufithis nennt in seinem Eintrag zu Brodkey in The Oxford Encyclopedia of American Literature Staunton als Geburtsort, weist aber auf die abweichenden Angaben zu Alton hin.
Brodkey wurde nach dem Tod seiner Mutter im Alter von zwei Jahren von Doris Brodkey, der Cousine seines Vaters, und deren Ehemann Joseph adoptiert. Die längste Zeit seiner schwierigen Kindheit verbrachte er in University City, einem Vorort von St. Louis, Missouri. Nachdem er als Klassenbester die University City High School absolviert hatte, studierte er ab 1947 Literatur an der Harvard-Universität, Cambridge (Massachusetts), unter anderen bei Archibald MacLeish. Nach seinem Abschluss (B.A. 1952) ließ er sich als freier Schriftsteller in New York nieder und begann Kurzgeschichten zu schreiben, die hauptsächlich in den Zeitschriften The New Yorker und Esquire veröffentlicht wurden. Er unterrichtete sporadisch Literatur und Kreatives Schreiben an der Cornell University und am City College der City University of New York.
Noch während seines Studiums heiratete er heimlich 1952 die Studentin Joanna Brown. Der Ehe entstammte die 1953 geborene Tochter Ann Emily Brodkey (genannt „Temi Rose“). 1960 wurde die Ehe geschieden.
Nach der Scheidung von seiner ersten Frau begann für Brodkey eine Lebensperiode, die bestimmt war von homosexuellen Beziehungen und die er selbst als „part Byronic part E.T.“ beschrieb. In diese Zeit fielen auch seine ersten literarischen Erfolge und er begann die Arbeit an seinem „großen Roman“, die ihn in den folgenden drei Jahrzehnten begleiten sollte.
1978 traf Brodkey die Schriftstellerin Ellen Schwamm, die gerade ihr erstes Buch veröffentlicht hatte; 1980 heiratete das Paar. Die Begegnung veränderte beider Leben grundlegend: Brodkeys bohemienartige Lebensweise verlief fortan geordneter, wenn auch die wirtschaftliche Situation des Paares prekär blieb. Insbesondere fand Brodkey in seiner Frau die notwendige Unterstützung bei der Publikation und Redaktion seiner Schriften und der Ordnung der Manuskript-Konvolute seines Romans. Weiter reichende Folgen hatte die Beziehung für Ellen Schwamm; sie distanzierte sich radikal von ihrer bisherigen, geordneten bürgerlichen Existenz, verließ ihren Mann und ihre Kinder und zog zu Brodkey.
Harold Brodkey starb im Januar 1996 im New Yorker Stadtbezirk Manhattan an den Folgen seiner AIDS-Erkrankung.

## Erzählungen und Romane
Seine erste Erzählung veröffentlichte Brodkey 1953 im literarischen Magazin The New Yorker, zu dessen Autoren er bis zu seinem Tod gehören sollte. Dort und in anderen Zeitschriften publizierte Brodkey fortan kontinuierlich Kurzgeschichten, Essays und journalistische Beiträge. Seine erste Buchveröffentlichung war eine Sammlung solcher Kurzgeschichten, First Love and Other Sorrows (1957, deutsch: Erste Liebe und andere Sorgen, 1968), autobiografisch geprägt wie die folgenden Werke. Der Autor sorgte damit für Aufsehen in der Szene und erhielt enthusiastische Kritiken, war aber in der Form der Erzählungen noch vergleichsweise konventionell und ließ die literarische Komplexität seiner späteren Arbeiten noch kaum erkennen.
Brodkey gewann für die in Zeitschriften publizierten Erzählungen 1975 und 1976 zwei Mal hintereinander den renommierten O.-Henry-Preis und wurde aufgrund dieser Veröffentlichungen in der Literaturkritik als „neuer Proust“ hervorgehoben, aber es sollten 30 Jahre vergehen zwischen der ersten und der zweiten selbständigen Buchveröffentlichung 1988. Mit dieser zweiten Sammlung von Erzählungen Stories in an Almost Classical Mode (1988, deutsch in zwei Bänden erschienen: Unschuld (1990) und Engel (1991)), die Brodkey aus dem umfangreichen Material zum immer noch unveröffentlichten „großen Roman“ ausgelagert hatte und mit denen er seinen eigenen literarischen Ton gefunden hatte, wurde Brodkey berühmt. Eine der Erzählungen, Innocence (deutsch: Unschuld), hatte schon nach der Erstveröffentlichung im American Review 1973 für besonderes Aufsehen gesorgt. Brodkey beschreibt über 30 Seiten hinweg die Bemühungen seines Protagonisten, einer Frau zu ihrem ersten Orgasmus zu verhelfen. Dieser Erzählungsband, und insbesondere Innocence, machte Brodkey zur „Kultfigur“ der 1980er Jahre in der literarischen Szene der USA.
Seit Ende der 1950er Jahre, insbesondere aber nach der Scheidung von seiner ersten Frau, hatte Brodkey an seinem schon erwähnten „großen Roman“ gearbeitet. Mehrfach waren die Veröffentlichungsrechte für Party of Animals, so einer der Arbeitstitel, von einem Verleger zum andern gewandert, mehrfach war ein Erscheinungsdatum angekündigt und wieder verworfen worden. Brodkey war auf diese Weise im Laufe der Jahre zu einem Schriftsteller geworden, der berühmt war für einen Roman, den er nie veröffentlicht hatte. Schließlich gelang es ihm doch noch – mehr als 30 Jahre nach den ersten Entwürfen –, das Werk zu vollenden, es erschien 1991 unter dem Titel The Runaway Soul (deutsch: Die flüchtige Seele 1995). Die hochgesteckten Erwartungen, die der Autor selbst mit aufgebaut hatte, konnte der Roman allerdings nicht erfüllen, er stieß in der Literaturkritik auf ein geteiltes, überwiegend negatives Echo, Lesepublikum fand er kaum. Der Roman wurde weitgehend als sprachlich und inhaltlich misslungen rezipiert, als über 1000 Seiten langes literarisches Scheitern beim Versuch, eine extrem belastete Kindheits- und Familiengeschichte psychologisch in jeder Einzelheit zu durchdringen und in eine sprachliche Form zu bringen, die der Traumatisierung des Ich-Erzählers entsprechen sollte.
1993 teilte der Autor seinen Lesern in einem Essay im The New Yorker mit, dass er an AIDS erkrankt sei. Dennoch legte er anschließend vergleichsweise schnell, 1994, seinen zweiten Roman über eine homosexuelle Liebe und Freundschaft in Venedig nach, Profane Friendship (deutsch: Profane Freundschaft 1994), der in der amerikanischen Kritik auf ähnlichen Widerspruch wie der erste stieß, in Deutschland dagegen als „Meisterwerk“ gefeiert wurde.
Seine Aufzeichnungen zur Entwicklung seiner Erkrankung und zum Leben mit der Erwartung des nahen Todes wurden postum als This Wild Darkness: The Story of My Death veröffentlicht (1996; deutsch: Die Geschichte meines Todes 1998), ebenso ein dritter Band mit bis dahin nicht veröffentlichten Erzählungen: The World is the Home of Love and Death (1997; deutsch: Gast im Universum 1998).

## Auszeichnungen
- 1961: Rompreis der American Academy in Rome
- 1972: Creative Artists Public Service Grant
- 1975 und 1976 (1. Preis), 1978 (3. Preis): O.-Henry-Preis

## Werke
- First Love and Other Sorrows, 1957
(deutsch: Erste Liebe und andere Sorgen, aus dem Amerikanischen übersetzt von Elisabeth Gilbert, Diogenes, Zürich 1968, ISBN 3-257-20774-3)
- Stories in an Almost Classical Mode, 1988
(deutsch in zwei Bänden: Unschuld. Nahezu klassische Stories 1, aus dem Amerikanischen von Karin Graf, Dirk van Gunsteren, Thomas Piltz, Angela Praesent, Susanna Rademacher, Harry Rowohlt und Hans Wollschläger, Rowohlt, Reinbek 1990, ISBN 978-3-499-13156-1 und Engel. Nahezu klassische Stories 2, deutsch von Dirk van Gunsteren, Jürg Laederach, Helga Pfetsch und Angela Praesent, Rowohlt, Reinbek 1991, ISBN 3-499-13318-0)
- The Runaway Soul, 1991
(deutsch: Die flüchtige Seele, Roman, deutsch von Angela Praesent, Rowohlt, Reinbek 1995, ISBN 3-498-00540-5)
- Profane Friendship, 1994
(deutsch: Profane Freundschaft, Roman, deutsch von Angela Praesent, Rowohlt, Reinbek 1994, ISBN 3-498-00570-7)
- This Wild Darkness: The Story of My Death, 1996 (postum)
(deutsch: Die Geschichte meines Todes, deutsch von Angela Praesent, Rowohlt, Reinbek 1996, ISBN 3-498-00580-4)
- The World is the Home of Love and Death, 1997 (postum)
(deutsch: Gast im Universum, Stories, deutsch von Angela Praesent, Rowohlt, Reinbek 1998, ISBN 3-498-00592-8)